# Rushuna – wystrzałowa wojowniczka
Rushuna – wystrzałowa wojowniczka (jap. グレネーダー Gurenēdā; Grenadier) – manga wykreowana przez Sōsuke Kaise, wydawana w Shōnen Ace od 2003 roku. Została zekranizowana (anime) w 2004 roku, w liczbie 12 odcinków. W Polsce serial został wydany przez Anime Gate w 2006 roku wersji z polskim lektorem, którym był Paweł Straszewski.

## Fabuła
Seria podąża za przygodami, niesamowicie zgrabnej i biuściastej, Rushuny Tendō, wyspecjalizowanej senshi (ekspert od broni palnej), i najemnego samuraja Yajirō Kojimy. W późniejszym czasie dołącza do nich baloniara Mikan Kurenai.
Rushuna w asyście Yajirō podróżuje przez cały kraj z niezwykłą misją, której celem jest nauczanie ludzi, iż uśmiech może zdziałać o wiele więcej, niż cała armia uzbrojonych po zęby wojowników. Główna bohaterka jest wysłanniczką głowy państwa - Tenshi. I tutaj formuje się pytanie: Czemu najemni zabójcy dostają od niej zlecenie na Rushunę?

## Bohaterowie
- Rushuna Tendō (jap. 天道 琉朱菜 Tendō Rushuna)

Seiyū: Mikako Takahashi 
Szesnastoletnia senshi (wojowniczka), uczona pozytywnych technik i ideałów dobra przez Tenshi. Jest wyćwiczona tak, by strzelać, ale nie zabijać, gdyż jej właściwą bronią jest uśmiech.
- Yajirō Kojima (jap. 虎島 弥次郎 Kojima Yajirō)

Seiyū: Kazuya Nakai 
Wojownik, znany również jako „Tygrys z Tylnej Straży”, który walczy po to, by przywrócić pokój w świecie.
- Mikan Kurenai (jap. 紅 みかん Kurenai Mikan)

Seiyū: Yuki Matsuoka 
Mikan jest baloniarą. Pomimo swojego młodego wieku, jest wyćwiczona w tworzeniu i nadawaniu przeróżnych kształtów balonom.

## Lista odcinków
| #  | Tytuł                                                          | Premiera             |
| -- | -------------------------------------------------------------- | -------------------- |
| 01 | Uśmiechnięta wojowniczka (ほほえみの閃士)                      | 14 października 2004 |
| 02 | Rushuna na celowniku (狙われた琉朱菜)                          | 21 października 2004 |
| 03 | Demoniczny wojownik (魔の閃)                                   | 28 października 2004 |
| 04 | Miasto bez uśmiechu (笑わない町)                               | 4 listopada 2004     |
| 05 | Toka Kurenai - mistrzyni Ognistej Lancy (爆裂！拳槍閃．紅桃華) | 11 listopada 2004    |
| 06 | Zemsta Mikan (風船使い みかんの仇討ち)                         | 18 listopada 2004    |
| 07 | Kierunek: Stolica! (いざ、天都へ)                              | 25 listopada 2004    |
| 08 | Teppa Aizen - przyjaciel czy wróg? (想い出の敵・藍前鉄破)      | 2 grudnia 2004       |
| 09 | Niczym płatek na wietrze (風花、舞う時…)                       | 9 grudnia 2004       |
| 10 | Stolica (天都入り)                                             | 16 grudnia 2004      |
| 11 | Spotkanie z Tenshi (天子との対決)                              | 6 stycznia 2005      |
| 12 | Pamiątki z podróży (旅で身につけたもの)                        | 13 stycznia 2005     |

## Muzyka
Opening
1. „KOHAKU”, Mikuni Shimokawa
2. „Akatsuki no Sora wo Kakeru” (jap. 暁ノ空ヲ翔ル), Hiromi Satō

Ending
1. „Kanashimi ni Makenaide” (jap. 悲しみに負けないで), Mikuni Shimokawa
2. „Hana no Yōni” (jap. 花のように), Hiromi Satō
3. „Kanashimi ni Makenaide” (jap. 悲しみに負けないで) (odc. 12), Mikuni Shimokawa